# Centro storico di Albenga
Il primo insediamento di cui si ha certezza sorse dall'antica popolazione degli Ingauni intorno al VI secolo a.C., dei ritrovamenti archeologici hanno dimostrato che Albenga intorno al IV secolo a.C. aveva una sua cinta muraria fortificata. Dopo le guerre puniche, nelle quali Albenga si alleò con Cartagine contro Roma, Genova e Marsiglia, nel 185-181 a.C. si hanno una serie di battaglie che portarono alla conquista di Albenga da parte di Roma.

## Localizzazione

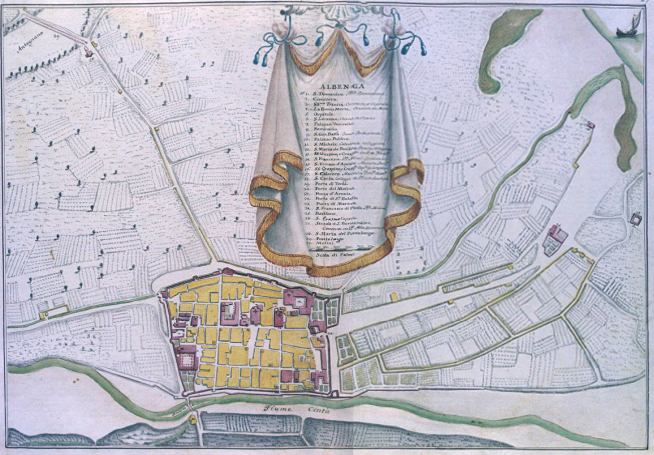
Mappa della città di Albenga nella rappresentazione del cartografo genovese Matteo Vinzoni

Un tempo posizionato sul mare, oggi è distante alcune centinaia di metri dalla linea di costa; per lo spostamento dell'alveo del fiume Centa avvenuto nel XIII secolo, che ha portato all'insabbiatura del porto, i resti romani si trovano oggi dai 4 ai 6 metri sotto il livello di calpestio attuale. Il livello del V secolo si può osservare nel battistero, a quota di circa 3 metri. Dopo la costruzione degli argini nel XX secolo il fenomeno di innalzamento si è attenuato.
Fino all'epoca medievale l'economia cittadina era caratterizzata dal commercio marittimo, con uno dei porti più importanti della Riviera di Ponente, che venne insabbiato e portò alla fine dei commerci marittimi, infatti molti marinai si spostarono lentamente verso la vicina e più protetta baia di Alassio dove le loro barche trovavano più facilmente rifugio. Del ricordo della presenza sul mare rimase il nome di porta Marina e del castello della Marina. Nel 1586 venne eretto il fortino a cura della Repubblica di Genova sulla linea di costa dell'epoca, circa 200 metri da quella attuale.
Il rapporto tra la città e il Centa si è profondamente trasformato, difatti la città originaria sorgeva proprio sul territorio in cui il Centa aveva la sua foce a delta. È testimoniato che erano presenti molti più ponti, di cui oggi rimane testimonianza solo del ponte romano detto Pontelungo nei pressi dell'omonimo santuario. Oltre a questo c'era anche uno nei pressi di porta Torlaro. Ma con la deviazione del percorso la foce divenne a estuario con la bonifica della parte a est del centro storico. Tuttavia durante le molte alluvioni a cui la città è soggetta il fiume riprende possesso del suo storico percorso; solo con i nuovi argini il fenomeno si è andato attenuandosi. Il centro storico con le sue torri caratterizza il profilo dell'intera piana, infatti è visibile da tutto l'entroterra di Albenga; lo stesso scenario visibile ora è quello dei secoli passati, infatti non ci sono edifici più alti delle torri in tutto il territorio circostante.

## Sviluppo urbano

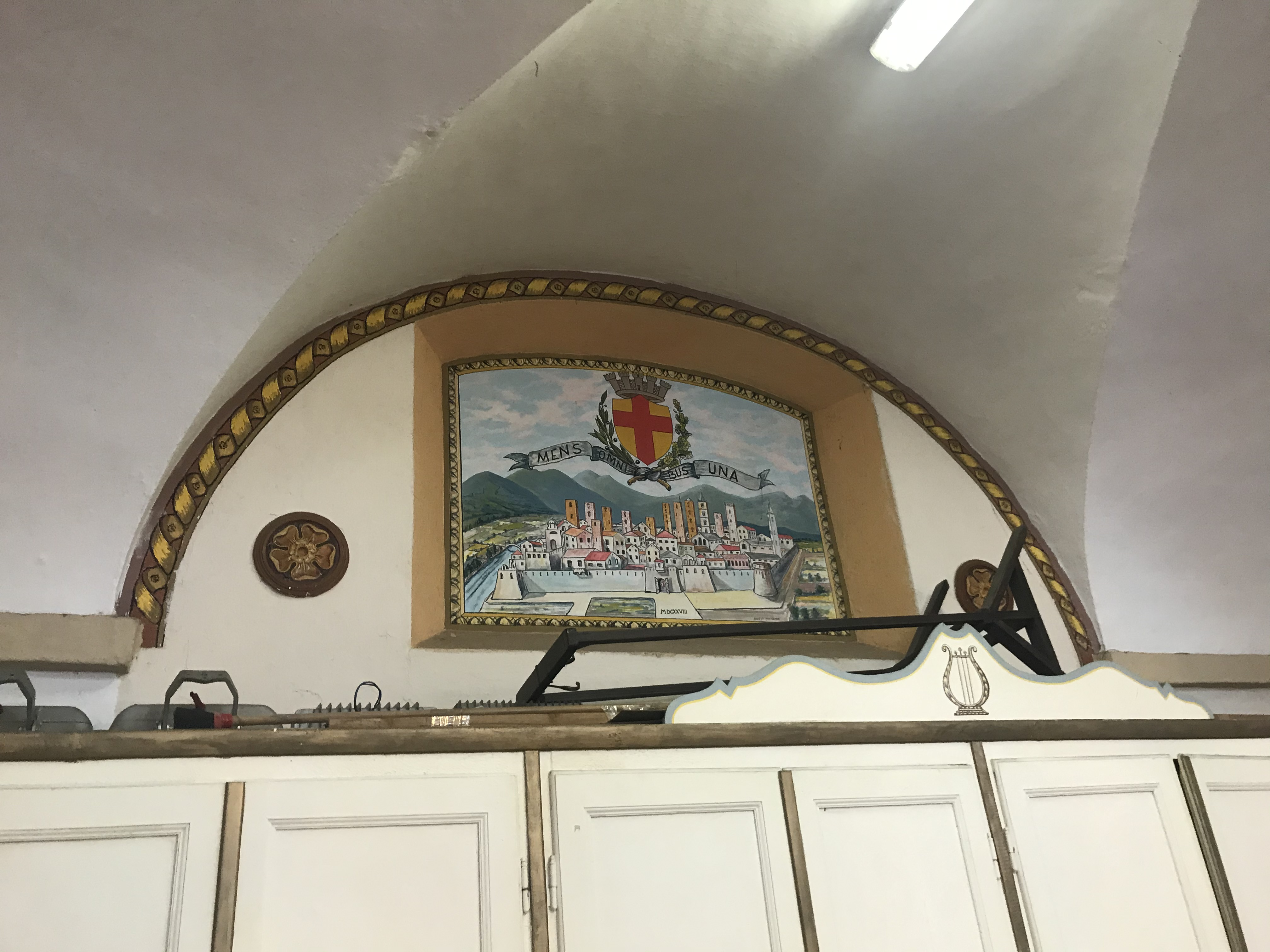
Affresco di Albenga in San Domenico

La pianta del centro storico di Albenga, di forma rettangolare, dimostra tutt'oggi l'aspetto di città fortificata romana, com'era uso nell'antichità gli angoli delle vie sono retti, il reticolato si sviluppa attorno alle due vie principali: il cardine massimo e il decumano massimo. Durante i secoli la città subisce numerosi assedi e inondazioni, che portano la popolazione a ricostruire più e più volte le mure cittadine, ultima delle quali nel 1553. La ricostruzione più importante della città venne fatta per opera dell'imperatore Costanzo III dopo che venne distrutta dalle popolazioni barbare. La città fortificata voluta dall'imperatore sorgeva esattamente sulla geometria della città precedente. Questa supposizione venne confermata nel 1956, quando venne fatta una campagna di scavi e a 6 metri di profondità si sono riscontrate delle mura in pietra risalente al periodo di Silla e Cesare; quelle di Costanzo coincidono perfettamente con esse.
Durante l'epoca medievale alcune strutture romane vengono riconvertite, ma solo quando Albenga divenne libero comune che poté creare l'articolazione urbanistica attuale, con la costruzione delle torri delle famiglie importanti, la costruzione di nuovi palazzi, la trasformazione di antiche strutture in conventi. Un'importante trasformazione edilizia si ha tra il XVI e il XVII secolo, con la sopraelevazione di palazzi e strutture che danno l'aspetto attuale.
Fino all'Unità d'Italia, la città è rimasta intatta, per un inviluppo economico e demografico, conservando l'urbanistica e l'architettura che aveva nei secoli XI – XIII, l'epoca più fiorente dei comuni: le torri delle potenti famiglie, del Comune e della Chiesa. Solo nel 1887 a seguito del terremoto, riparte una certa attività edilizia, che porta ad abbassare alcune torri, alla ristrutturazione di importanti edifici come il battistero, alla demolizione del chiostro tra la Cattedrale e Santa Maria in Fontibus per la creazione di una nuova piazza cittadina, anche la demolizione di una parte di Santa Maria in Fontibus con l'arretramento della facciata principale, come la demolizione delle facciate di via Enrico D'Aste per allargare la via, o la demolizione del castello della marina per creare l'attuale Largo Doria. Oggi la maggior parte delle strade sono quelle romane, o al più medioevali. Albenga costituisce un esempio unico in Liguria, raro in l'Italia, di continuità tra l'antichità classica romana e il Medioevo conservata fino ai giorni nostri.

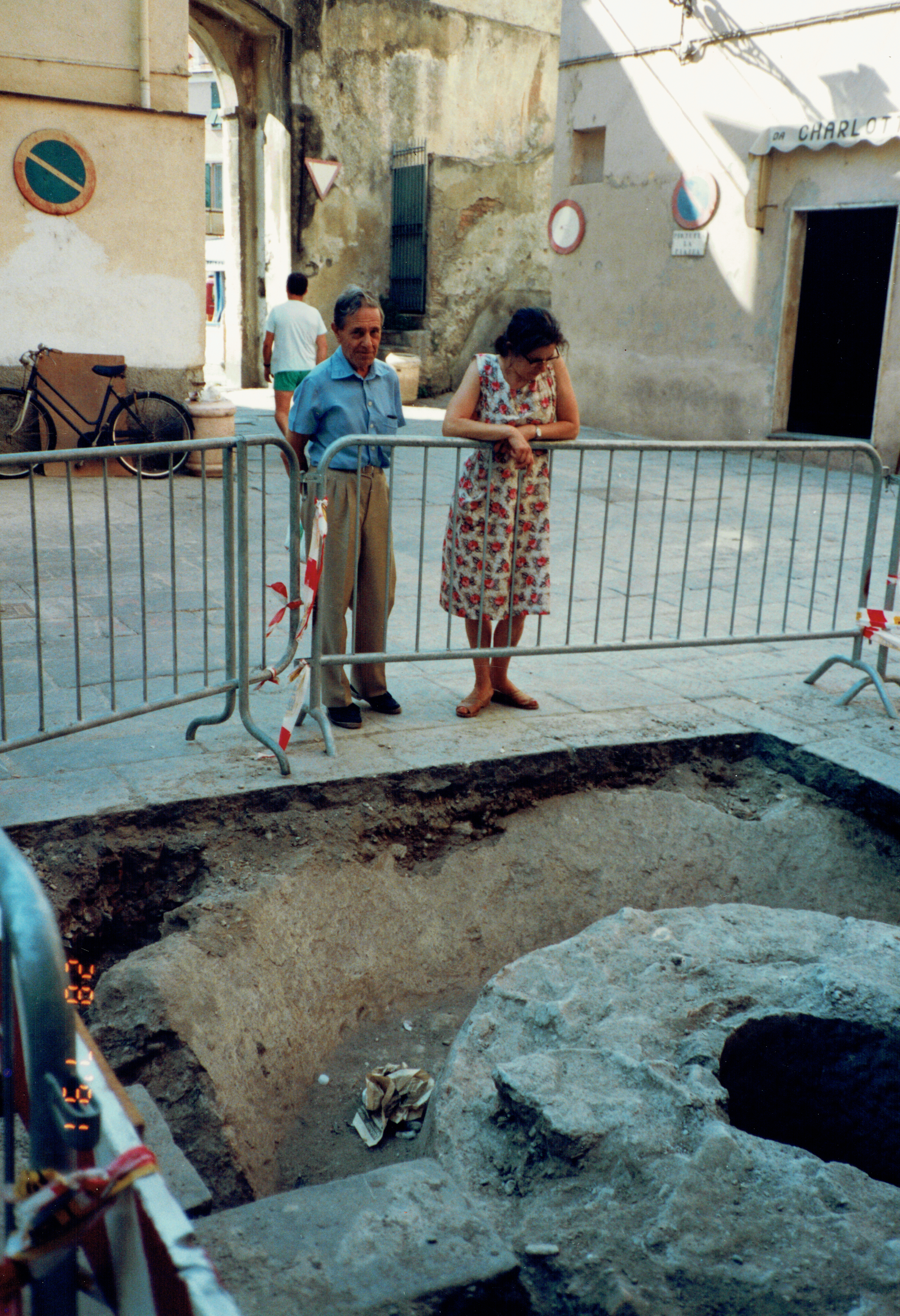
Scavi eseguiti a porta Torlaro nel 1982 dove sotto la pavimentazione è stata rinvenuta una pietra medievale, attribuita a un frantoio

Durante il XX secolo l'espansione della città ha portato alla scoperta di numerose altre strutture risalenti all'epoca romana al di fuori della cinta muraria, alcune delle quali sono in superficie nell'alveo del fiume Centa; con ogni probabilità la città si espandeva enormemente, numerosi sono i reperti romani presenti sulla piana esterni al centro storico:
- Villa di Lusignano
- Edificio pubblico a monte della città
- Terme romane
- Anfiteatro Romano al Monte[1]
- Pilone romano, struttura funebre al Monte
- Resti di San Calocero
- Resti di San Clemente
- Pontelungo

## L'urbanistica

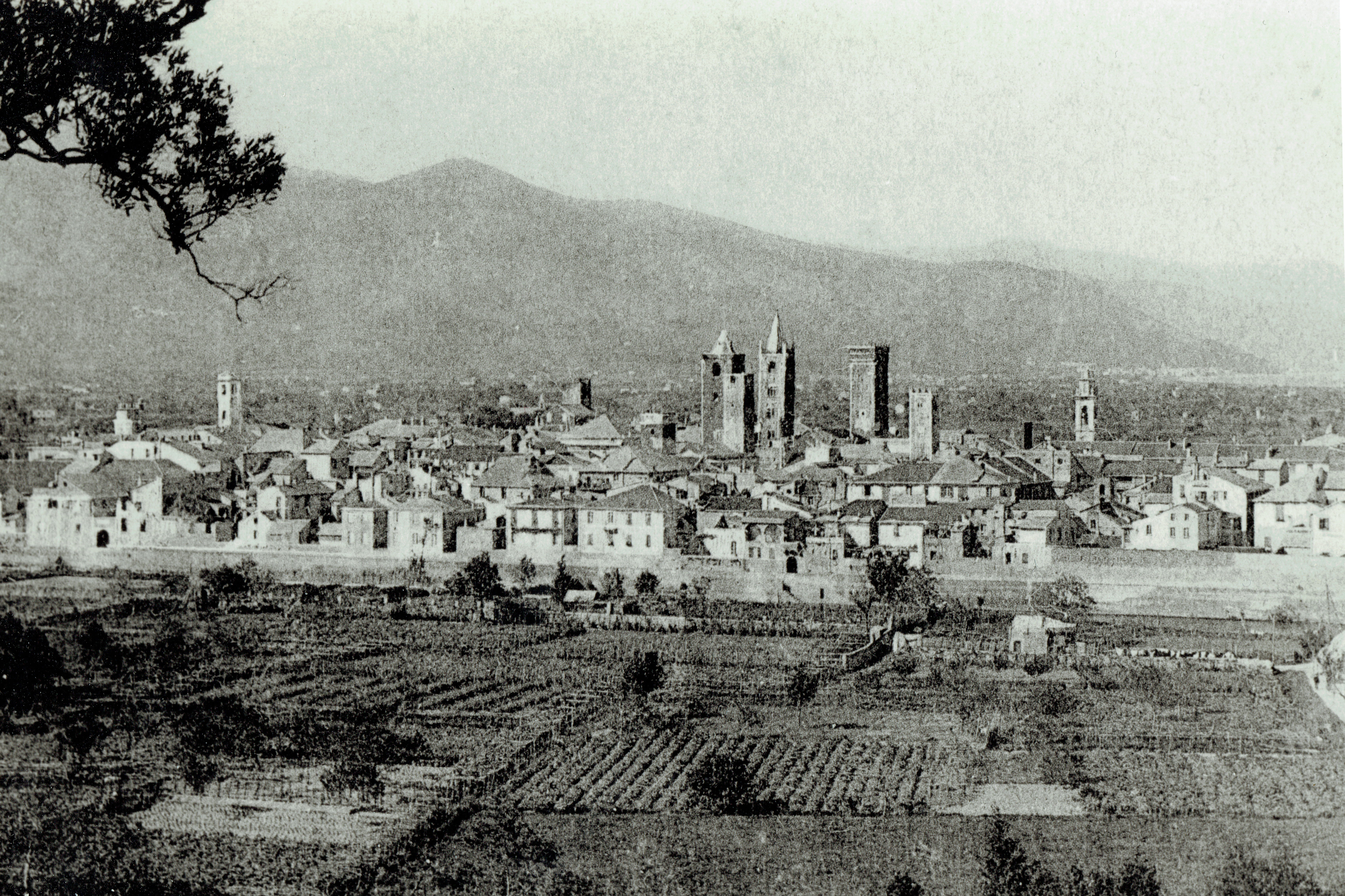
Vista di fine 800 della città di Albenga, di li a pochi anni la città esce dal centro storico andando a urbanizzare quelle che fino a quel momento erano campagne

### La città romana
La città romana segue le linee guida del Castrum, angoli retti, due vie principali che dividono la città, un Foro cioè la grande piazza centrale, centro della vita sociale. Mentre le strade e la geometria esterna si sono conservate perfettamente dall'antichità, il foro è andato ridimensionandosi, con ogni probabilità il battistero, la cattedrale, il portico demolito, parte del palazzo sede del Comune erano l'antico foro. Nell'alveo del Centa e nella parte nord della città, sono stati ritrovati tratti di mura della stessa epoca di quelle di Costanzo III, che fanno presupporre che la città possedesse una doppia cinta muraria, per proteggersi anche dalle piene del Centa.

### La città Medievale
Era divisa in quattro quartieri:
- Torlaro, da Tor lata, o di San Giovanni;
- Santa Maria, da Santa Maria in Fontibus;
- Sant'Eulalia;
- San Siro.

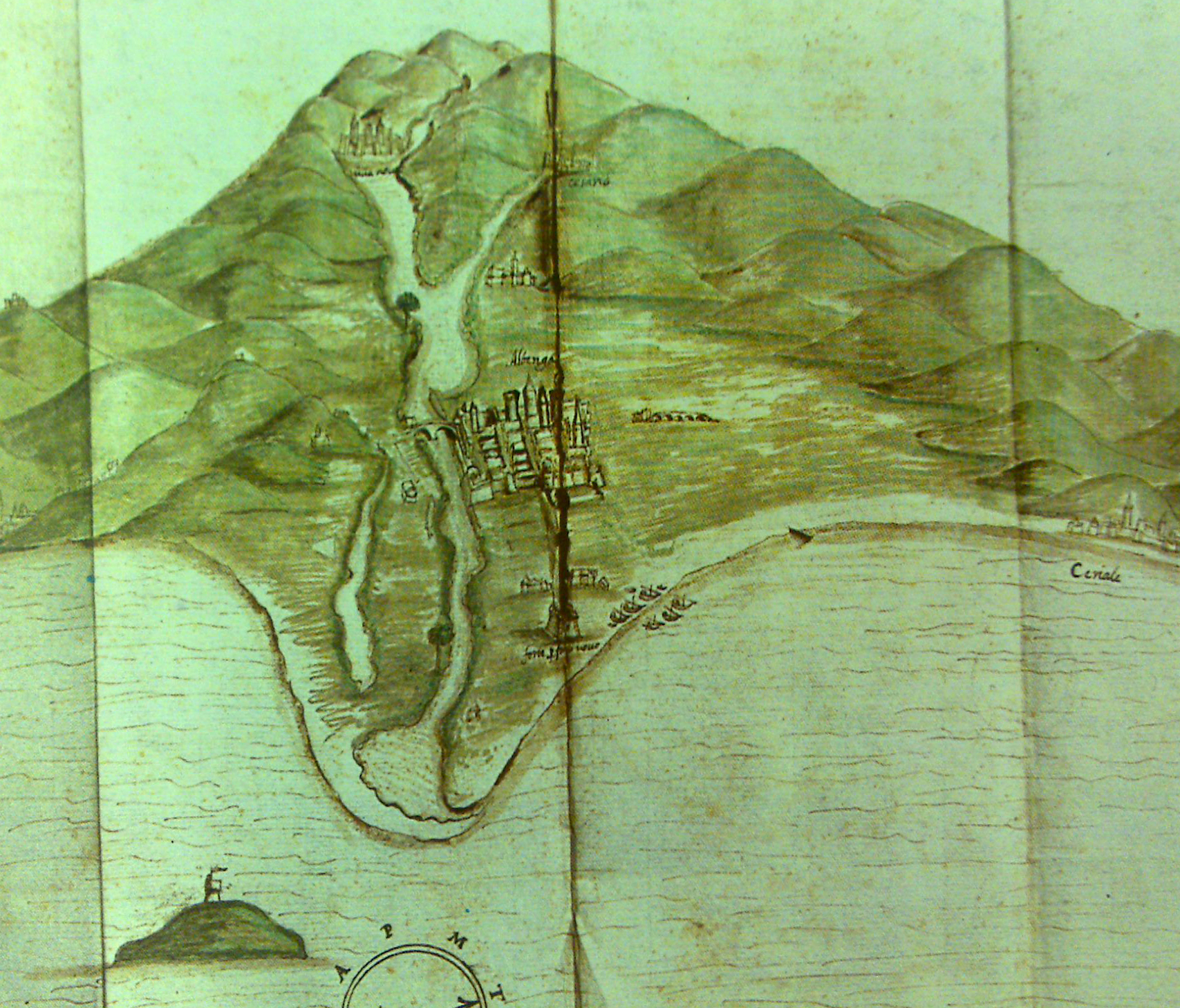
Disegno del 1587, opera di G. Molassana di Albenga

I quartieri erano divisi da est a ovest dall'antico decumano massimo, ma non dal cardine massimo, bensì dall'asse centrale passante per piazza San Michele, che era l'antico cuore della città. Alle estremità delle vie principali sorgono le porte principali della città:
- Porta Molino a nord;
- Porta Torlaro a ovest;
- Porta d'Aroscia, o Arroscia, a sud;
- Porta Marina, demolita che era la principale porta di accesso alla città, che dava sul mare. Vicino a essa sorgeva il Castello di Porta Marina, forte di età comunale, i ruderi sono stati completamente eliminati nel 1938.

Altre porte erano:
- Porta di S. Eulalia, o del pertugio;
- Porta di San Francesco.

#### Quartiere di San Giovanni
Nel quartiere si entra per Porta Torlaro, porta seicentesca conservatasi perfettamente ma di aspetto modesto. Il nome del quartiere storicamente era anche Torlaro o Torlata, cioè Torre a lato dalla presenza di un'antica torre sulla cinta muraria, di cui non rimane traccia. Questo quartiere era storicamente quello più popolare in epoca medievale, le case e le vie sono tra le più fredde per la loro esposizione; in questa parte sono facilmente riscontrabili facciate e pezzi di edifici medievali. Elemento di spicco è il convento e chiesa di San Domenico, attualmente a uso civile con magazzini e abitazioni, mostrano ancora capitelli del XV secolo che escono dai muri e internamente sono molti i gli affreschi esistenti; questo edificio segna il confine tra il quartiere di San Giovanni e quello di San Siro. Tra piazza San Domenico e piazza San Girolamo sono facilmente riscontrabili edifici medievali in stile gotico. Quest'ultima, già piazza del Seminario, è presente la chiesa di San Lorenzo e l'annesso palazzo antica sede del Seminario vescovile di Albenga.

#### Quartiere di San Siro e quartiere di San'Eulalia

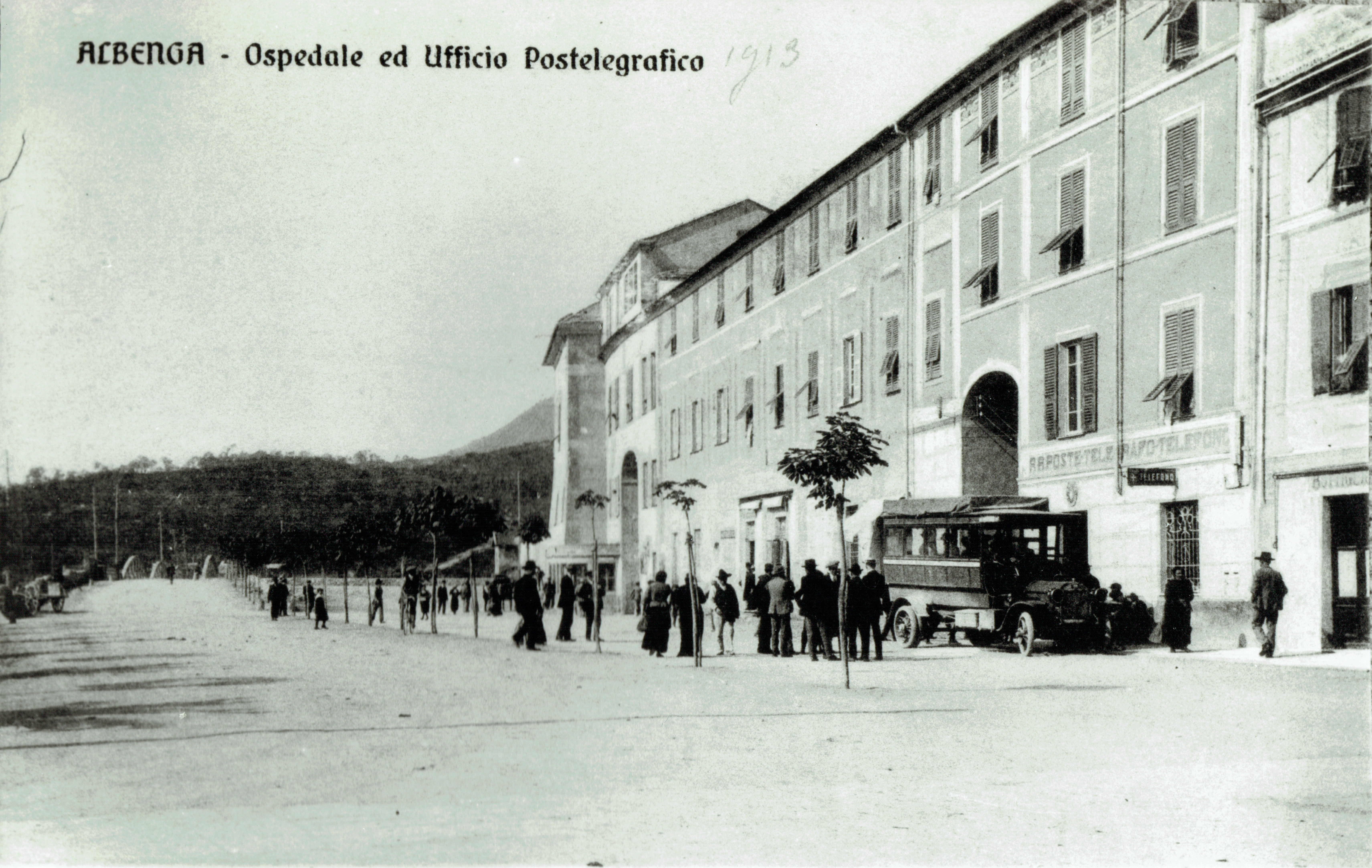
Albenga Piazza del popolo Ospedale ed Ufficio Postelegrafico 1913, con la presenza del nuovo ponte di ferro in sostituzione di quello di legno, la facciata dell'ospedale di Santa Maria di Misericordia che sembra da poco restaurato.

Il nome deriva dalle antiche chiese di San Siro e di Sant'Eulalia oggi scomparse. Questo quartiere è quello che più di tutti manifesta l'urbanistica dell'epoca romana. Sono molte le facciate dipinte e gli esempi di edilizia medievale. La maggior parte dei due quartieri corre lungo via Roma, parallela alla più principale 'via Enrico D'Aste'; secondo una leggenda in questa via si trovava la taverna del Baxadonne (bacia donne), nella quale si narra che fu rinchiusa una bazura (una strega), infatti negli antichi nomi delle vie c'è il caruggiu de bazure, che sempre secondo la tradizione il fantasma di questa strega infesta ancora questa parte di centro storico. Nel quartieri sono presenti vari palazzi di una certa importanza:
- Palazzo d'Aste un tempo tra i più sontuosi della città, oggi trasformato in appartamenti e in uffici, dell'antico splendore dell'edificio rimane lo scalone, che conserva busti marmorei romani e medievali;
- Palazzo Peloso Cepolla, nome di due tra la più importanti famiglie storiche ingaune, conserva una torre e una facciata medievale. La parte bassa dell'edificio è in pietra scura e presenta geometrie di gusto gotico medievali. Nel XVI secolo la torre ingloba gli edifici circostanti, diventando un palazzo su tre facciate. Nel 1946, l'ultimo erede della Famiglia, Agostino Nicolari lascia l'intero palazzo al Comune di Albenga, come sede dell'Istituto di studi liguri, che nel 1960 vi sistema il Museo navale romano di Albenga;
- Torre Lengueglia-Costa, incorporata nelle case dopo essere stata mozzata. È tra i più tipici esempi di casatorre del XII secolo, presenta uno stile prettamente romanico;
- Torre dei Grifi, demolita dopo il terremoto del 1887;
- Palazzo e torre Oddo sede del collegio omonimo, la torre medievale è merlata e presenta ancora una parte dipinta nella zona alta. Il palazzo ha una facciata fatta nella metà del XIX secolo per dare una continuità poiché aveva subito varie trasformazioni per le varie espansioni;
- Chiesa di San Carlo, attualmente divenuto auditorium, è una chiesa edificata nel XV secolo collegata anticamente a Palazzo Oddo;
- Ospedale di Santa Maria di Misericordia, unione di vari ospedali medievali, conserva l'antica entrata verso l'interno della città, oltre a una facciata riccamente decorata verso l'esterno;
- Torre della Paciotta ben conservata con basamento in pietra e parte superiore in mattoni;
- Torre e Palazzo Cazzulini sull'angolo di via Enrico D'Aste, presenta una serie di finestre a bifora risalenti al XIII secolo;
- ex ospedale Santa Maria di Misericordia edificato negli anni cinquanta e attualmente in riqualificazione, durante la sua edificazione sono state fatte numerosi scavi per determinare l'esatta crescita ed espansione del centro storico;
- Cantina dei Fieui di Caruggi una cantina sede dell'omonima associazione, che dagli anni novanta accoglie i visitatori che passano per Albenga, molti di questi hanno trovato spazio su una piastrella appesa sul muro esterno.

#### Quartiere di Santa Maria

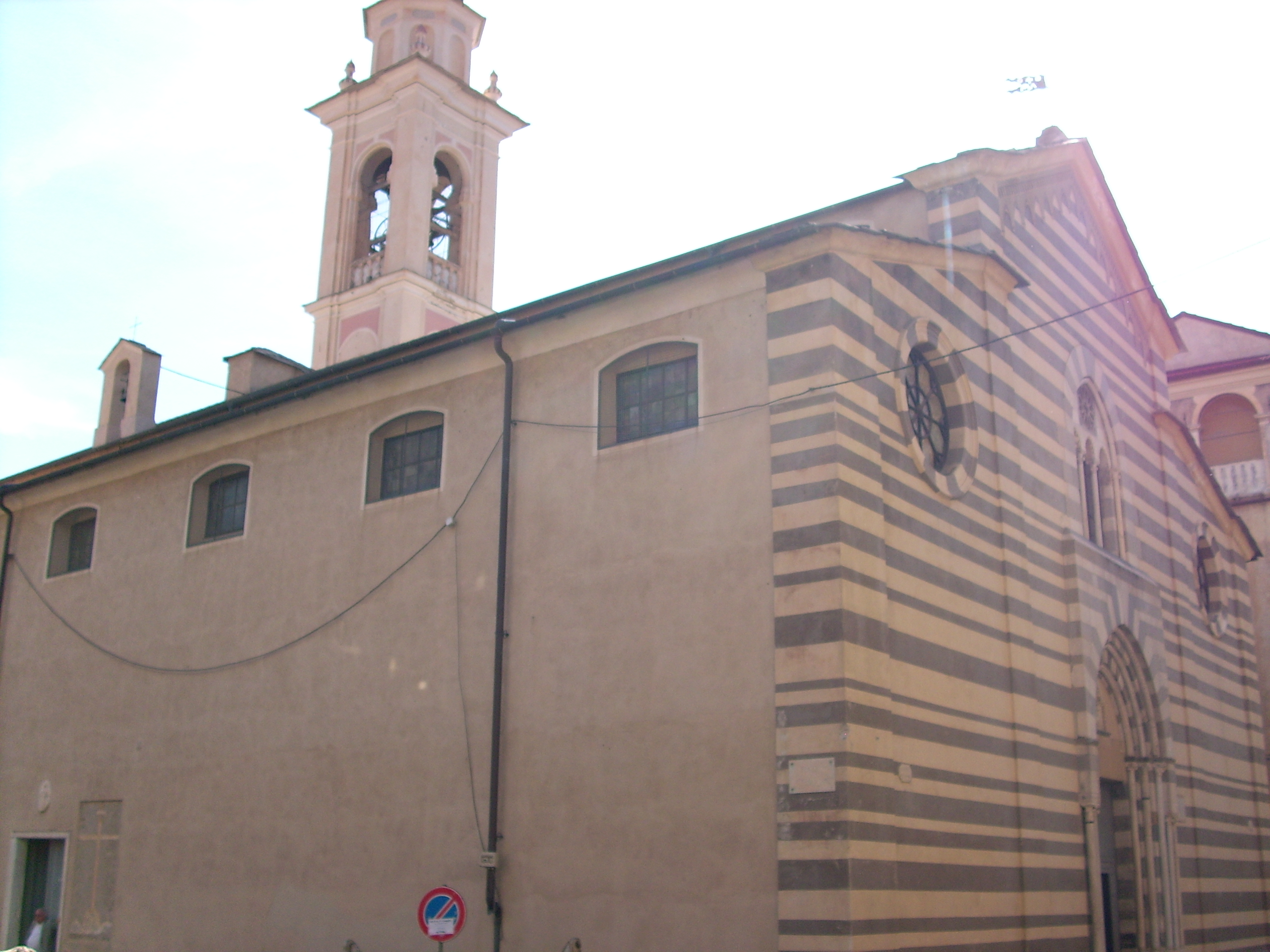
La Chiesa di Santa Maria in Fontibus che dà il nome all'omonimo quartiere

Il nome del quartiere lo si deve alla chiesa di Santa Maria in Fontibus, tra tutti i quartieri è quello che ha subito più trasformazioni. Si sviluppa nel lato sinistro di via Enrico D'Aste, arrivando fino alla cattedrale, che non è considerata del quartiere. Faceva parte di questo anche l'antico chiostro che collegava la Cattedrale con Santa Maria in Fontibus, oggi demolito è divenuto piazza 4 novembre, con una statua in ricordo delle vittime delle guerre mondiali. Le facciate di alcuni edifici sono state spostate per allargare via Enrico d'Aste, la chiesa e il convento di San Francesco sono ora dei magazzini e l'antico chiostro è diventato una corte interna.
- Chiesa di Santa Maria in Fontibus del XIV secolo in stile gotico, la cui facciata è stata spostata due metri indietro per opera del restauro di via Enrico d'Aste nel 1900 per opera di Alfredo D'Andrade; la chiesa è notevolmente modificata rispetto all'originale, anteriore all'anno 1000. Curiosamente all'esterno si può notare un ceppo funerario del II secolo;
- Palazzo Borea Ricci, con facciata in aspetto moderno e soffitto ligneo del XVI secolo;
- Chiesa e convento di San Francesco, il cui elemento visibile è il portale laterale della chiesa del XIII secolo.

## Monumenti e luoghi d'interesse
L'evoluzione storica del Centro ha prodotto una importante presenza di realizzazioni di chiese, palazzi, torri e altre architetture, che derivano dall'epoca romana fino al XV secolo.

### Le torri
Albenga è una Città delle cento torri per l'importante numero che qui vennero erette. Le torri sono legate all'antica tradizione marinaresca della città, che non potevano essere edificate se non si aveva almeno una nave in mare. Dai secoli XII al XIV si producono un numero significativo di queste strutture di difesa/offesa ad abitazione; nella maggior parte dei casi le strutture sono realizzate in pietra e laterizio, la prima per la base più robusta e solida, mentre il cotto veniva usato per la parte in elevazione, una tipologia edilizia che nel ponente viene rinvenuta anche a Noli e Savona. Le forniture erano da cave di prossimità, ma anche da un abbondante riuso di manufatti romani: il campanile romanico della Cattedrale di San Michele Arcangelo espone grandi blocci di congloimerato, arenarie e calcari provenienti da utilizzi precedenti di facile letture. Una testimonianza seicentesca delle torri le ricorda come:
Da un'analisi petrografica si è potuto evincere come la pietra utilizzata sia una pietra locale, con una presenza di qualche marmo di riuso proveniente da antiche costruzioni romane, come le terme e l'anfiteatro; raramente si trova la pietra di Finale, che è stata ritrovata solo in alcuni sarcofagi a San Calocero al Monte. La pietra utilizzata era abile alla struttura e molto resistenza, la pietra di Cisano sul Neva, estratta nelle cave di Cisano sul Neva, ma anche pietre simili estratte a Pogli, Punta Santa Croce e Capo Mele.
| Edificio                                    | Coordinate                  | Note storiche |
| ------------------------------------------- | --------------------------- | --- |
| Torre Peloso Cepolla                        | 44°02′56.13″N 8°12′46.033″E | Sita in Piazza San Michele, oggi sede Museo navale romano e dell'Istituto Internazionale di Studi Liguri. |
| Torre Oddo                                  | 44°02′53.833″N 8°12′47.79″E | In via Roma, recentemente restaurata. |
| Torre della Paciotta                        | 44°02′53.81″N 8°12′51.33″E  | In piazza Domenico Trincheri. |
| Torre del Municipio                         | 44°02′57″N 8°12′47″E        | Già detta di Malasemenza, dal nome della famiglia di origine. Ha subito importanti restauri nel corso del XIX secolo. Manca il coronamento e vi sono un numero ridotto di aperture; la trifora sul lato nord, contraddistinta da arco acuto con cornice all'estradosso scalpellata, identifica una fase, forse trecentesca da considerarsi di aggiornamento per fusto ed edificio adiacente. La finestra soprastante ad arco a pieno centro potrebbe risalire a un'epoca precedente. La base è alta sui 5 metri, realizzata in prevalenza in pietra nera con blocchetti regolari lavorati a spacco. |
| Torre Navone                                | 44°02′58″N 8°12′43″E        | In via Medaglie d'Oro, svetta sopra i tetti. |
| Torre Lengueglia Costa                      | 44°02′59″N 8°12′49″E        | In piazza dei Leoni, proprio uno di questi è a difesa dell'entrata. La parte basse è intonacata, anche se sotto è presente del bugnato in pietra di Cisano. La parte superiore invece è in laterizio, databile al XIII secolo. |
| Torre Comunale                              | 44°02′57.56″N 8°12′46.84″E  | È la parte più antica del Palazzo Comunale, la parte bassa in stile gotico, mentre la parte alta è in laterizio. |
| Torre Rolandi Ricci                         | 44°02′56″N 8°12′43″E        | In via Medaglie d'Oro, le due torri sono mozzate e sono state incorporate negli edifici. |
| Torre Lengueglia d'Oria                     | 44°02′55″N 8°12′46″E        | In via Medaglie d'Oro, è stata riportata allo stile medievale solo con il restauro del XX secolo. |
| Torre Conti Cepollini                       | 44°02′59″N 8°12′46″E        | In via Medaglie d'Oro, leggermente pendente, è la più larga. |
| Torre Cazzulini                             | 44°02′56.08″N 8°12′49.24″E  | In via Enrico D'Aste, in fronte alla facciata di Santa Maria in Fontibus. La costruzione risale al XIII secolo. |
| Torre campanaria della Cattedrale           | 44°02′57.45″N 8°12′47.3″E   | La più elaborata tra le torri, è stata ampliata in varie epoche e possiede caratteristiche decorative uniche tra le altre. |
| Torre campanaria di Santa Maria in Fontibus | 44°02′57″N 8°12′50″E        | È l'unica torre del centro storico che nasce come campanile. |

### Architetture religiose
In uso:
- Cattedrale di San Michele;
- Battistero di Albenga;
- Chiesa di Santa Maria in Fontibus;
- Oratorio di Santa Maria di Misericordia;

Convertite ad uso civile:
- Chiesa e convento di San Domenico;
- Chiesa e convento di San Francesco;
- Chiesa di San Lorenzo ed ex-Seminario;
- Chiesa di San Carlo,
- Chiesa di Sant'Eulalia;
- Chiesa di San Siro;

### Architetture civili
- Casa degli Stucchi;
- Casa Fieschi Ricci;
- Loggia comunale;
- Loggia del municipio;
- Palazzo Balestrino;
- Palazzo Borea Ricci;
- Palazzo D'Aste;
- Palazzo Oddo;
- Palazzo Peloso Cepolla;
- Palazzo Vecchio;
- Palazzo Vescovile;
- Complesso di San Domenico;

#### San Domenico
Il complesso di San Domenico è un gruppo di edifici sviluppati a partire dal 1200 sede dei monaci Domenicani, edificato su diversi piani, comprendente una chiesa, un chiostro, una torre campanaria, e altri parti. Centro di vita culturale della città di Albenga, ha conservato per secoli al suo interno l'archivio e la biblioteca municipale. Oggi sede di alcune associazioni.

#### Palazzo Oddo
Palazzo Oddo è un centro culturale di Albenga, un tempo Collegio Oddi, oggi spazio per ospitare eventi culturali, sede di associazioni, la biblioteca civica Simonetta Comanedi. Ospita la mostra sull'antica dei reperti romani rinvenuti ad Albenga, compreso il famigerato Piatto Blu.

## Eventi
Il centro storico di Albenga è utilizzato dalla comunità come palcoscenico per eventi e rassegne, molte delle quali hanno il compito di far rivivere gli usi e costumi dei secoli passati. Tra i principali sono degni di nota Fior d'Albenga e il Palio dei Rioni Ingauni, ma anche Albenga Dreams, cena in bianco, concerti e spettacoli teatrali all'aperto, il leoncino d'argento e altri.

### Palio Storico di Albenga
Il Palio Storico di Albenga è un palio dove i quattro quartieri storici della città si sfidano in vari giochi arrivando a decretare il vincitore. Vive nel Centro Storico della città dove per quattro giorni si hanno una serie di iniziative storiche. Viene ambientato nel 1227, anno in cui l'imperatore Federico II si trova a Cremona e invia ad Albenga il Legato Imperiale Ottone I, Duca di Baviera nella dimostrazione di vicinanza tra l'Impero e la Città, come protezione e tutela contro Genova che si stava in quel tempo espandendo verso il Ponente. Nasce nel 2010 da un'idea dell'associazione Mareventi, nel 2012 l'Amministrazione Comunale ne prende le redini e la organizza direttamente arrivando nel 2013 a realizzare un apposito regolamento che passò al vaglio del Consiglio Comunale. Attualmente il Palio è regolato da un Comitato in accordo con l'amministrazione comunale. Le sfide tra i quartieri sono il tiro alla fune, il tiro con l'arco, La famiglia medievale va in guerra, abbatti le torri. L'attuale palio è un'evoluzione di una serie di manifestazione di carattere culturale e rievocazioni storiche che nel corso del Novecento sono state realizzate ad Albenga per valorizzare la sua importanza storica.
Tra le sfide c'è anche la Pulcherrima Puella cioè la più bella delle ragazze dei Quartieri, che viene votata da una giuria selezionata, in base alla bellezza e in base all'accuratezza storica del vestito. L'elenco dei vincitori dei vari anni:
- 2010 San Giovanni
- 2011 San Siro
- 2012 Santa Maria
- 2013 Santa Maria
- 2014 Sant'Eulalia
- 2015 Santa Maria
- 2016 San Giovanni
- 2017 San Siro
- 2018 Santa Maria
- 2019 Santa Maria
- 2020 Annullato a causa della pandemia di COVID-19

## Musei e cultura
Cuore di Albenga e del suo territorio, oltre agli uffici comunali e le sale politiche è sede amministrativa della Diocesi di Albenga-Imperia e dell'ufficio del Vescovo, oltre a società e associazioni che hanno scelto il centro storico di Albenga come loro sede, come l'Associazione Vecchia Albenga, la Carretta onlus, la Mareventi i Fieui di caruggi, la Caritas diocesana, l'UNITRE, l'Istituo Sostentamento Clero, l'associazione tra le torri. Nel centro storico sono presenti diversi musei.

### Museo diocesano
Il Museo diocesano Arte Sacra è situato all'interno dell'antico palazzo Vescovile. Offre ai visitatori la possibilità di fruire, non solo delle pregevoli opere ivi conservate ma anche di attraversare un edificio ricco di storia e di fascino. Il palazzo con cortile interno è il risultato di ristrutturazioni e accorpamenti di diversi edifici medievali, le parti più antiche risalenti all'XI e al XII secolo, con ristrutturazioni successive a metà del Quattrocento, del Cinquecento e del Seicento.

### Museo navale romano
Il museo nevale romano si trova a Palazzo Peloso Cepolla sede della sezione ingauna dell'Istituto Internazionale di Studi Liguri; nel museo sono presenti diversi ritrovamenti di scavi romani e della storia della città, compreso quello dei ritrovamenti sul fondale dell'Isola Gallinara delle centinaia di anfore trovate.

### Mostra magiche trasparenze
La mostra è a Palazzo Oddo ed è incentrata sui ritrovamenti avvenuti ad Albenga e soprattutto sul piatto blu.

### Mostra permanente dell'Albenga calcio
Sabato 18 settembre 2021 è stato inaugurato la Mostra permanente dell'Albenga Calcio riguardante la storia della squadra calcistica ingauna dalle sue origini nel 1905 fino a oggi, situato al piano terra di Palazzo Oddo in vico Sant'Eulalia. Tale realizzazione è stata possibile grazie alla determinazione dell'associazione culturale Orgoglio Ingauno.

### Fieui di caruggi

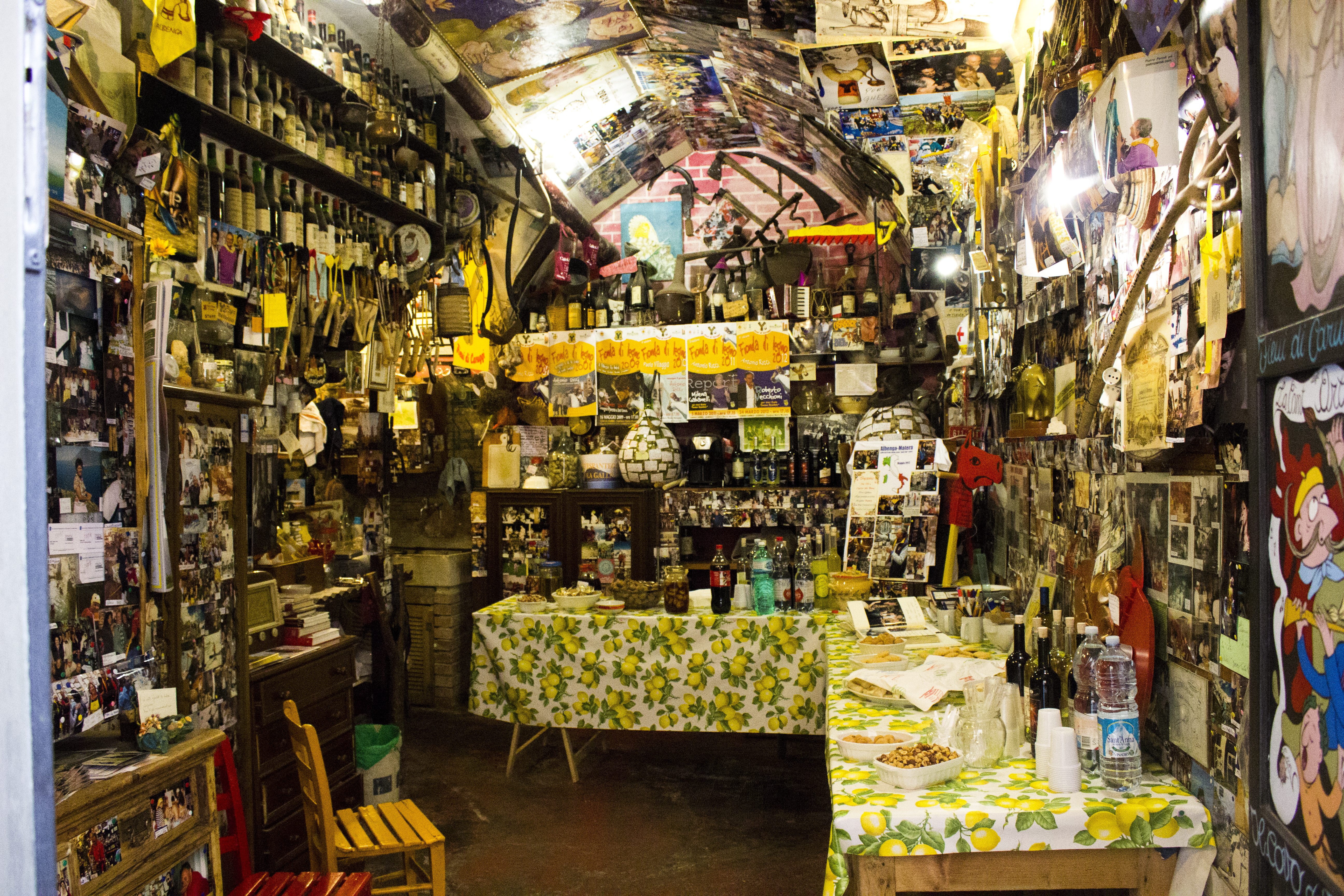
Interno della cantina dei Fieui di caruggi, oggi anche Museo della Fionda

I Fieui di caruggi (in italiano Figli dei vicoli) sono un'associazione nata da un gruppo di amici di vecchia data che nel 1989 decisero di unirsi per conservare le tradizioni e i giochi dei bambini di un tempo, ma anche con finalità di promozione di Albenga, dei suoi prodotti e delle sue architetture. Essere un membro vuol dire avere assorbito le tradizioni, gli usi e i costumi della città vecchia di Albenga, tra i quali c'era la conoscenza di tutti e un forte legame di amicizia. I membri arrivano quasi per intero da un'estrazione contadina, nell'accezione classica del termine, come le grandi carenze educative orgogliosamente mostrate da almeno uno dei fondatori dimostrano. Il loro impegno è anche quello di andare nelle scuole per insegnare ai bambini i giochi di un tempo: cavalli di legno, trampoli, pimpirinelle, cerchi, funi, carretti. Uno dei loro motti è Paccau Moui, nato secondo un aneddoto durante una cena che si era protratta fino a notte fonda, visto la posizione della cantina nei pressi della camera mortuaria, uno di loro ne uscì con È un peccato morire che è tradotto in dialetto ligure con Paccau Moui. Da allora, si sono ripromessi di diminuire la consumazione dell'ottimo pigato che, parsimoniosamente, distribuiscono in cantina. Il loro impegno è anche di promozione culturale con la loro cantina diventata una tappa obbligatoria per chiunque passi ad Albenga; è in vico del collegio situata alle spalle di Palazzo Oddo da poche piastrelle si è andati avanti, chiunque passi per la città e chiunque ingauno che abbia avuto successo nella vita gli viene chiesto di fare una firma che verrà poi messa su una piastrella e attaccata su questo muro. Tra i personaggi più celebri della cantina c'è Antonio Ricci.

#### Premio Fionda di Legno
Il gioco più caratteristico dei bambini di un tempo è quello della fionda di legno. È un premio inventato e organizzato dai "fieui di caruggi" in cui viene donata una fionda di legno a chi nella sua vita, o in un momento particolare della propria esistenza, ha saputo tirare “buone fiondate”. Come i bambini che per vendicarsi di un sopruso o di un torto subito si vendicano con una fiondata sul malvagio di turno, i fieui di caruggi hanno deciso di istituire questo riconoscimento a chi ha saputo mantenere e portare avanti nella propria vita questo messaggio, cercando in tutte le maniera di combattere i prepotenti. I fieui di caruggi hanno deciso che per ritirare il premio non sarà fornito nessun rimborso spese, ma il premiato dovrà venire a sue spese a ritirarlo. "Combattiamo i prepotenti anche se abbiamo le braccia corte!" - questa la spiegazione ufficiale.  Nel 2011 la Fionda di Legno ha vinto il premio come migliore evento culturale della regione Liguria a Sanremo.
Negli anni il premio è stato dato a:
- Antonio Ricci, 10 agosto 2007, quasi un premio alla carriera per tutte le truffe e le battaglie da lui intraprese, ma soprattutto per aver salvato il centro storico di Albenga da un'operazione di speculazione edilizia che voleva realizzare dei grattacieli all'interno dell'area storica[11]; viene consegnato in un dehors di un bar del centro;
- Enrique Balbontin, Andrea Ceccon, Fabrizio Casalino, 15 novembre 2008, presso l'Auditorium San Carlo, la scelta è stata fatta per il tormentone fatto dal trio Torta di riso finita! una fiondata contro la scarsa ospitalità dei liguri;
- Fabrizio De André, ritirata da Dori Ghezzi, 16 maggio 2009, una vita sempre in direzione ostinata e contraria, la sua compagnia commentò È davvero il riconoscimento che Fabrizio si merita! Forse l'unico premio che avrebbe ritirato volentieri, lui che detestava queste cerimonie! La giornata si svolge tra il centro storico e il teatro Ambra;
- Paolo Villaggio, 17 aprile 2010, per colpa della nuvola provocata dal vulcano islandese Eyjafjöll, come il personaggio di Fantozzi anche lui ha la nuvola che gli ha impedito di venire ad Albenga a ritirare il premio; la fionda verrà consegnata personalmente il 22 ottobre 2011;
- Milena Gabanelli, 5 marzo 2011, essendo seconda solo ad Antonio Ricci come numero di querele per la trasmissione su RAI 3 Report;
- Roberto Vecchioni, 2012, per l'onestà intellettuale e la coerenza di vita, perché parla per lui quello che ha fatto e non quello che gli altri gli dicono, per la difesa della cultura di strada, per essersene fottuto della macchina del fango;
- Don Andrea Gallo, fionda bis 2012, prete di strada genovese;
- Carlo Petrini, il 13 aprile 2013, per essere riuscito a portare ad altissimi livelli la realtà contadina, si è fatto promotore di battaglie importanti contro gli OGM, in difesa del territorio e della dignità del lavoro;[12]
- Don Antonio Mazzi, 2014, fondatore della Comunità Exodus[13];
- Nel 2015 il premio è andato alla cantante Fiorella Mannoia;
- La Fionda di legno del 2016 è stata attribuita all'ex calciatore dell'Inter Javier Zanetti;
- Nel 2017 il premio è stato assegnato allo stilista Brunello Cucinelli e alla storica band dei Nomadi;
- Nel 2018 il premio è stato assegnato a Michelle Hunziker e a Giulia Bongiorno per avere fondato l'associazione Doppia Difesa che si occupa di proteggere le donne dai femminicidi;
- Nel 2019 il premio è stato assegnato a Don Ciotti per un'intera vita dedicata alla ricerca di una giustizia sociale troppo spesso latitante nella nostra epoca[14];
- Nel 2020 il premio è stato assegnato ad Antonio Albanese che è stato ritirato solo nel 2021 a causa della pandemia di COVID-19[15];
- Nel 2021 il premio è stato assegnato agli operatori sanitari per come si sono comportati durante l'emergenza sanitaria della pandemia.

### Vecchia Albenga
Al piano terra di Palazzo Oddo viene ospitata l'Associazione Vecchia Albenga, fondata il 9 marzo del 1978 con lo scopo di ravvivare le memorie dei Padri e delle tradizioni ingaune, mantenere vivi i rapporti con i cittadini, promuovere eventi, raccogliere materiale storico e una serie di iniziative volte alla valorizzazione della comunità di Albenga.

## La crescita di Albenga e l'andamento della popolazione nella città antica
Il centro storico di Albenga è rimasto invariato per secoli, pertanto si può pensare che i 4 000 residenti attuali siano rimasti più o meno sempre gli stessi. In epoca romana non sappiamo quantificare quale fosse la popolazione, tuttavia sapendo che l'imperatore Romano Proculo aveva armato i suoi 2 000 schiavi che lavoravano i suoi terreni nella piana, che l'anfiteatro al monte ospitava 15 000 persone, possiamo supporre che in antichità la popolazione arrivò simile alle cifre attuali. L'evoluzione del centro è legato alla richiesta di spazi nuovi, con l'ultima crescita del XVII secolo e la sopraelevazione dei palazzi.